# Simmern/Hunsrück
Simmern/Hunsrück település Németországban, Rajna-vidék-Pfalz tartományban. Lakosainak száma 8155 fő (2023. december 31.). Simmern/Hunsrück Holzbach és Riesweiler községekkel határos.

## Népesség
A település népességének változása:
| Lakosok száma | 5637 | 7987 | 7950 | 7874 | 8035 | 8155 |
|               | 1975 | 2017 | 2019 | 2021 | 2022 | 2023 |